# Hiptage
Hiptage är ett släkte av tvåhjärtbladiga växter. Hiptage ingår i familjen Malpighiaceae.

## Bildgalleri

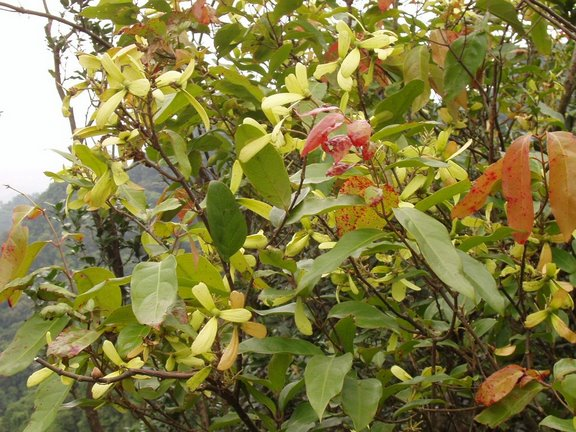
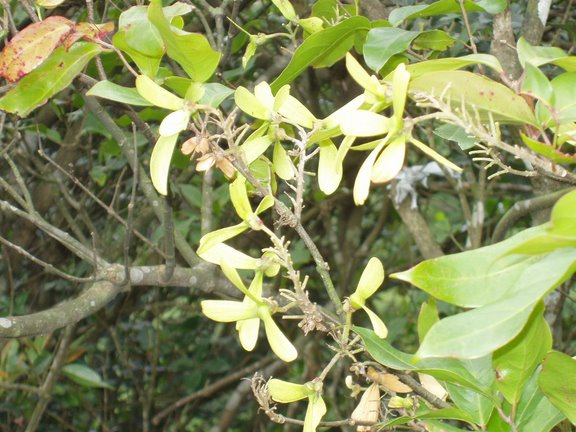
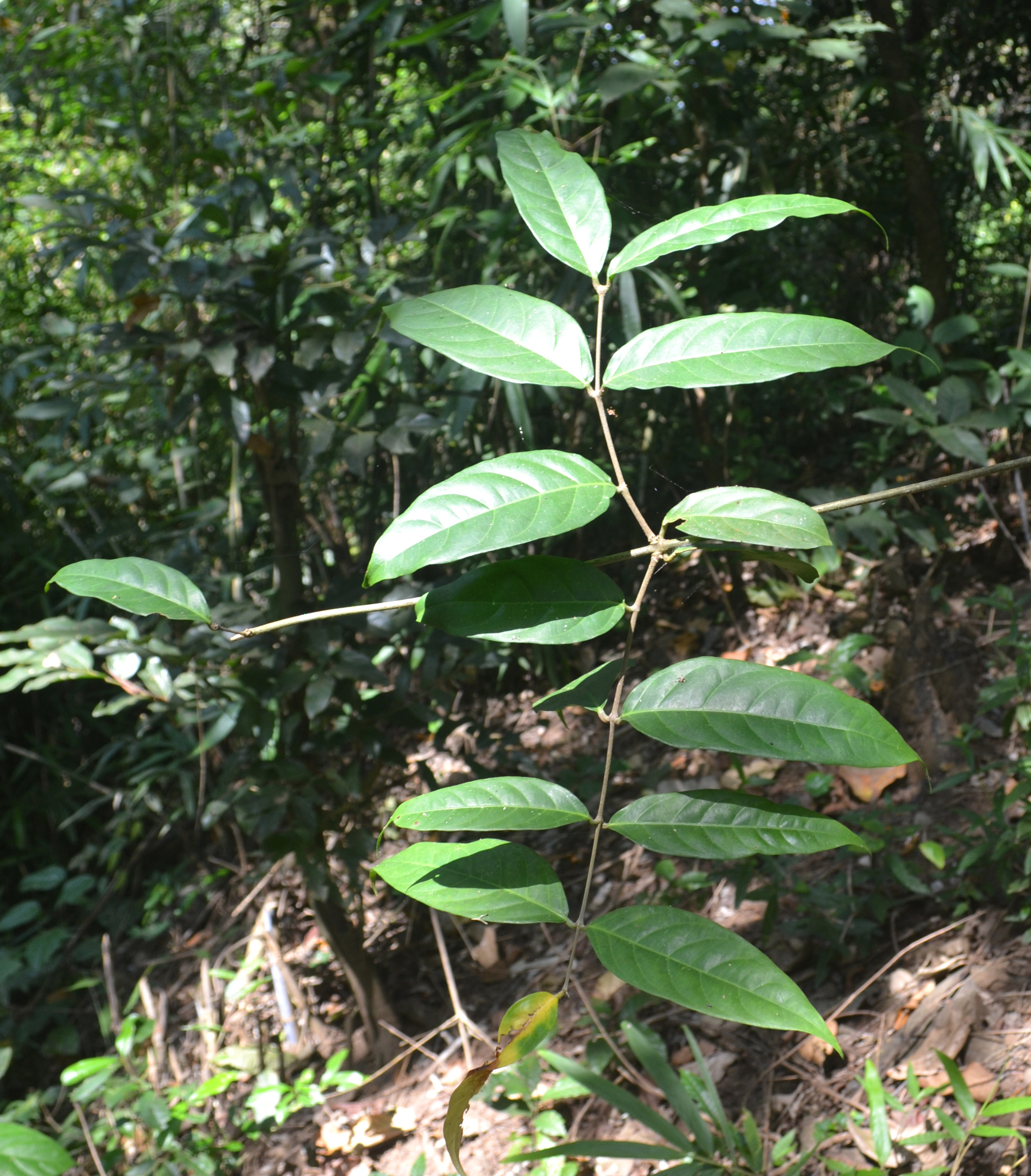
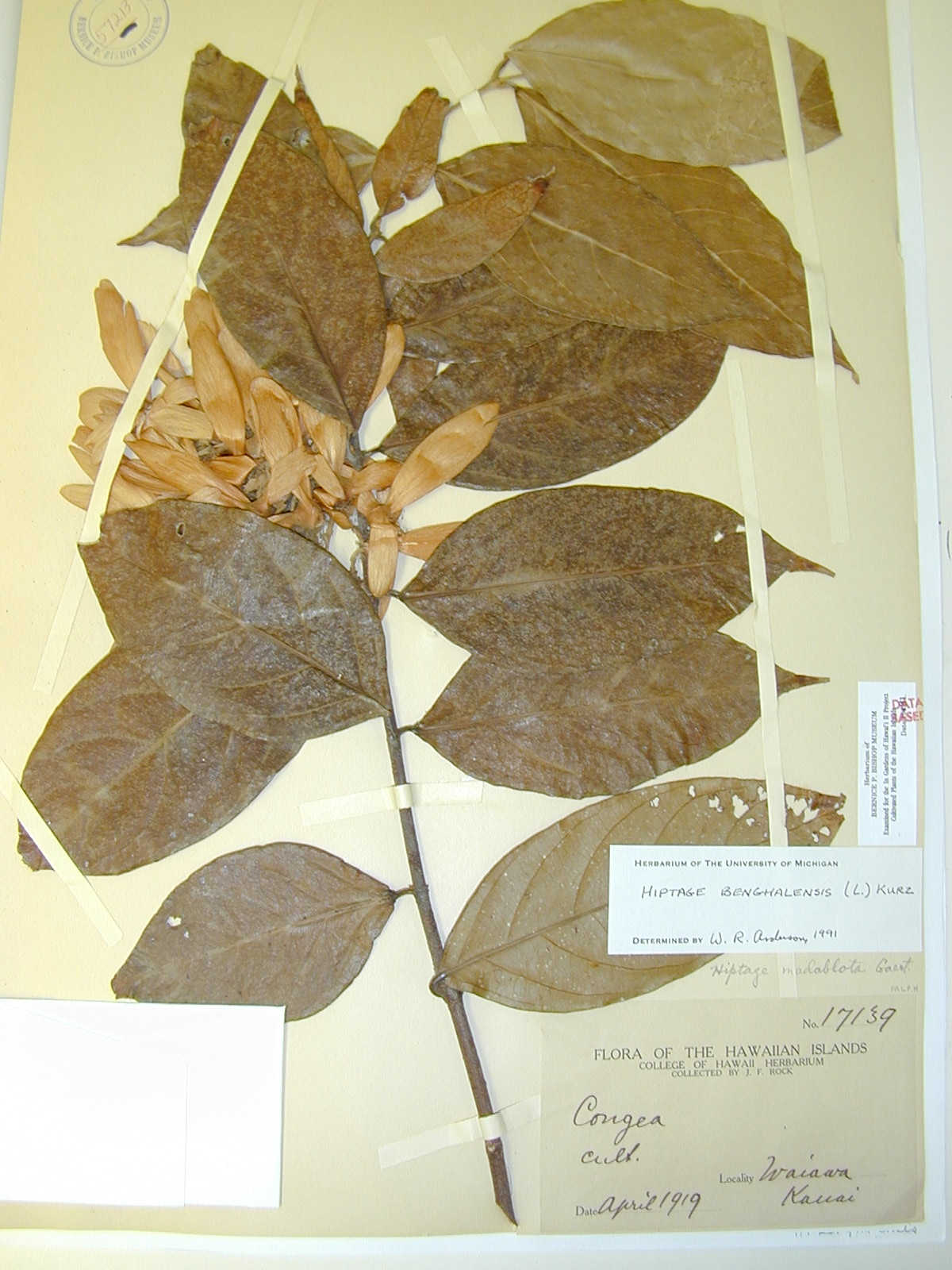

## Dottertaxa tillHiptage, i alfabetisk ordning[1]
- Hiptage acuminata
- Hiptage benghalensis
- Hiptage boniana
- Hiptage bullata
- Hiptage burkilliana
- Hiptage calcicola
- Hiptage calycina
- Hiptage candicans
- Hiptage capillipes
- Hiptage condita
- Hiptage corymbifera
- Hiptage cuspidata
- Hiptage detergens
- Hiptage elliptica
- Hiptage fraxinifolia
- Hiptage glabrifolia
- Hiptage gracilis
- Hiptage jacobsii
- Hiptage lanceolata
- Hiptage leptophylla
- Hiptage lucida
- Hiptage luodianensis
- Hiptage luzonica
- Hiptage marginata
- Hiptage microcarpa
- Hiptage minor
- Hiptage monopteryx
- Hiptage multiflora
- Hiptage myrtifolia
- Hiptage nayarii
- Hiptage parvifolia
- Hiptage platyptera
- Hiptage poilanei
- Hiptage pubescens
- Hiptage saïgonensis
- Hiptage sericea
- Hiptage stellulifera
- Hiptage subglabra
- Hiptage thothathrii
- Hiptage tianyangensis
- Hiptage triacantha
- Hiptage umbellulifera
- Hiptage yunnanensis